# Список королей Раиатеа и Тахаа

Флаг государства

Карта государства

В данной статье перечислены правители Раиатеа и Тахаа с момента его основания в 1820 году до момента упразднения в 1888 году.

## Список королей Раиатеа и Тахаа
| Изображение | Имя         | Годы жизни                          | Начало правления | Конец правления |
| ----------- | ----------- | ----------------------------------- | ---------------- | --------------- |
|             | Таматоа III | 1757 — 10 июля 1831                 | 1820             | 10 июля 1831    |
|             | Таматоа IV  | 1797 — 1857                         | 1831             | 1857            |
|             | Таматоа V   | 23 сентября 1842 — 30 сентября 1881 | 19 августа 1857  | 8 февраля 1871  |
|             | Тахитое     | 1808 — 1881                         | 1871             | 1881            |
|             | Техауроа    | 1830 — 18 марта 1884                | 1881             | 1884            |
|             | Таматоа VI  | 1853 — 15 сентября 1905             | 25 января 1885   | 18 марта 1888   |